# Nazionale maschile di calcio del Paraguay
La nazionale di calcio del Paraguay (in spagnolo Selección de fútbol de Paraguay) è la rappresentativa calcistica dell'omonimo paese sudamericano ed è posta sotto l'egida della Asociación Paraguaya de Fútbol.
La Albirroja ("Biancorossa", come viene chiamata per il colore della maglia) si è aggiudicata la Coppa America nelle edizioni del 1953 e del 1979. Ai campionati mondiali vanta otto partecipazioni alla fase finale, in cui ha ottenuto come miglior piazzamento i quarti di finale, raggiunti nel 2010; nello stesso torneo, in tre occasioni (1986, 1998 e 2002) è stata eliminata agli ottavi di finale.
Nella graduatoria mondiale della FIFA, istituita nell'agosto 1993, il miglior piazzamento del Paraguay è l'8º posto del marzo 2001, mentre il peggiore è il 103º posto del maggio 1995. Occupa la 50ª posizione della classifica.

## Storia

### Esordi e primo periodo (1906-1945)
La federazione calcistica del Paraguay (Asociación Paraguaya de Fútbol) è fondata ad Asunción nel 1906 dai rappresentanti dei 5 club allora esistenti in patria: Olimpia, Guaraní, Libertad, General Díaz e Nacional, che danno vita alla Liga Paraguaya de Foot Ball Association. La Nazionale paraguaiana esordisce l'11 marzo 1919 contro l'Argentina e perde per 5-1.
La federcalcio locale si affilia alla CONMEBOL nel 1921 e alla FIFA nel 1925. La prima partecipazione ad una competizione internazionale risale alla Copa América 1921, dove il Paraguay termina ultimo, al quarto posto. La Albiroja (biancorossa) riesce a raggiungere la finale dell'edizione seguente del torneo, ma si arrende al Brasile (3-0). Il 20 ottobre 1926 patisce la sconfitta più larga, quando perde per 8-0 in terra argentina. Prende parte al campionato del mondo 1930 in Uruguay, la prima edizione della Coppa del mondo. Inserito nel gruppo D, perde contro gli Stati Uniti (0-3) e vince contro il Belgio (1-0), non superando il turno. Il gol paraguaiano è segnato da Delfín Benítez Cáceres.

### 1945-1979
Il 30 aprile 1949 il Paraguay consegue la vittoria con il maggiore scarto, battendo in casa la Bolivia per 7-0. Torna ai Mondiali l'anno dopo, prendendo parte al campionato del mondo 1950 in Brasile. Anche questa volta esce al primo turno, dopo aver raccolto un punto (pareggio per 2-2) contro la Svezia. I gol portano la firma di César López Fretes e Atilio López. Nel campionato del mondo 1958 sfiora la qualificazione ai quarti di finale. Pur perdendo la prima partita per 7-3 contro la Francia, batte poi la Scozia per 3-2 e pareggia contro la Jugoslavia per 3-3. Le nove reti realizzate in quell'edizione del Mondiale rappresentano un record tuttora imbattuto per il Paraguay.
A livello continentale vince due edizioni della Copa América, nel 1953 e nel 1979, ed è eliminata al primo turno nel 1975.

### 1980-1995
Per rivedere il Paraguay ai Mondiali bisogna aspettare il campionato del mondo 1986 in Messico. Per la prima volta i paraguaiani superano la fase a gironi, grazie a una vittoria e a due pareggi, rispettivamente contro Iraq (1-0) e Messico (1-1) e Belgio (2-2). Agli ottavi di finale sono eliminati dall'Inghilterra, vincitrice con il punteggio di 3-0.
Negative sono le prestazioni in Copa América. Il Paraguay viene eliminato al primo turno nel 1987 e nel 1991, anche se nel 1989 arriva quarto.

### La generazione d'oro (1990-2011)

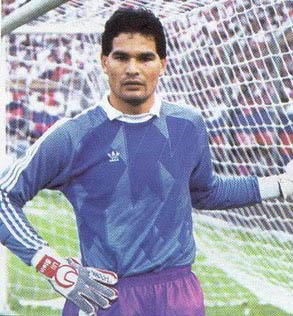
José Luis Chilavert, portiere della nazionale albirroja per tutti gli anni '90, eletto tre volte portiere dell'anno

Una nuova epoca per il calcio paraguaiano si apre agli inizi degli anni novanta. Nel 1992, alle Olimpiadi di Barcellona, la squadra viene eliminata dal Ghana ai quarti di finale, ma sulla scena internazionale inizia ad affacciarsi una generazione di giovani calciatori di qualità, tra cui spicca un talentuoso portiere, José Luis Chilavert, abile tra i pali così come fuori dalla propria area di rigore. Il capitano paraguaiano, infatti, è anche un ottimo tiratore di calci di punizione ed è la stella di una squadra valida, imperniata, oltre che su Chilavert, su Celso Ayala, Francisco Arce, Carlos Gamarra, Denis Caniza e Roberto Acuña. Sarà questa generazione a guidare la Nazionale a ottimi risultati nei tornei internazionali e a consolidare la sua posizione di forza in Sudamerica, insieme con Brasile e Argentina.
A metà decennio il Paraguay raggiunge per due volte i quarti di finale della Copa América.
Nelle qualificazioni sudamericane al campionato del mondo 1998 la squadra si piazza seconda dietro gli argentini e torna a giocare la fase conclusiva della Coppa del mondo dopo dodici anni. In Francia è sorteggiata nel gruppo D insieme a Spagna, Nigeria e Bulgaria. Pareggia a reti bianche con spagnoli e bulgari, e batte i nigeriani per 3-1 (gol di Celso Ayala, Miguel Ángel Benítez e José Cardozo). Giunge, quindi, una nuova qualificazione agli ottavi di finale. A Lens il Paraguay perde contro la Francia padrona di casa, poi vincitrice della coppa, solo al 114º minuto dei tempi supplementari, a soli sei minuti dai rigori.
Nel campionato del mondo 2002 in Giappone e Corea del Sud i paraguaiani si ripetono. Quella biancorossa, allenata da Cesare Maldini, è una squadra rinnovata. Dopo il pareggio all'esordio contro il Sudafrica (2-2 con reti di Santa Cruz e Arce), il Paraguay perde per 3-1 contro la Spagna in una riedizione della partita di quattro anni prima, ma nell'ultima giornata ha la meglio sulla debuttante Slovenia (3-1, gol di Nelson Cuevas e Jorge Luis Campos) e si qualifica di nuovo per gli ottavi di finale. Qui regge per 88 minuti contro la Germania, futura finalista perdente, ma perde per 1-0. Quello nippo-coreano è l'ultimo Mondiale per Chilavert, Arce e Ayala.
In Copa América la Nazionale ha un rendimento costante e si qualifica con regolarità per i quarti di finale. Alle Olimpiadi di Atene 2004 la nazionale olimpica paraguaiana si aggiudica la medaglia d'argento, sconfitta in finale dall'Argentina.
Qualificatosi al campionato del mondo 2006 grazie al quarto posto nel girone sudamericano, il Paraguay esce già nel girone B dopo aver ottenuto due sconfitte per 1-0 contro Inghilterra (nell'occasione l'autorete di Gamarra risulta la più veloce nella storia dei mondiali) e Svezia e una sola vittoria a eliminazione ormai aritmetica (2-0 contro Trinidad e Tobago). Per Carlos Gamarra è l'ultimo mondiale prima del ritiro. Alcuni giocatori chiave sono ormai a fine carriera, perciò il Paraguay, per mantenere la squadra sul livello dell'ultimo decennio, deve rifondare l'organico. A suggerire un atteggiamento ottimistico al riguardo sono state le vittorie ottenute dalla nazionale paraguaiana Under-19 nelle Milk Cup del 2002 e del 2003.
Dopo la Coppa del mondo 2006, Aníbal Ruiz si dimette e lascia il posto a Raúl Amarilla, prima che l'incarico sia assunto, nel 2007, dall'argentino Gerardo Martino. Nella Copa América 2007 in Venezuela la selezione biancorossa supera la fase a gironi piazzandosi seconda dietro l'Argentina, ma cade in malo modo ai quarti di finale contro il Messico, che vince per 6-0.

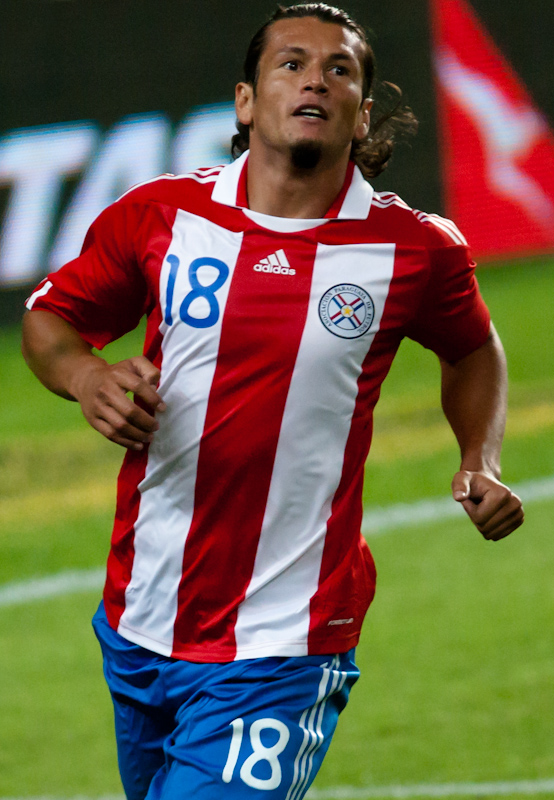
Nelson Haedo Valdez con la maglia della nazionale paraguaiana al Sydney Football Stadium contro l', nell'amichevole del 9 ottobre 2010

Il Paraguay partecipa poi al girone sudamericano di qualificazione al campionato del mondo 2010. La squadra di Martino, a lungo capolista del girone, mette in seria difficoltà Brasile e Argentina, battendo i verdeoro in casa e costringendo la Selección argentina al pareggio al Monumental di Buenos Aires, prima di sconfiggerla dopo qualche mese, in una fase molto delicata per la squadra allenata da Diego Armando Maradona. Proprio questo successo, ottenuto il 9 settembre 2009 ad Asunción, consente ai biancorossi di qualificarsi direttamente alla fase finale in Sudafrica.
Nella fase finale del torneo il Paraguay è inserito nel girone con i campioni del mondo in carica dell'Italia, con la Nuova Zelanda e la Slovacchia, esordiente in una fase finale dei Mondiali. Nella prima partita ottiene un pareggio contro l'Italia per 1-1, con rete di Antolín Alcaraz. Nelle due successive ha battuto rispettivamente la Slovacchia 2-0 (reti di Enrique Vera e Cristian Riveros) e pareggiato 0-0 con la Nuova Zelanda, chiudendo il girone al primo posto. Agli ottavi di finale ha eliminato il Giappone battendolo per 5-3 ai rigori (0-0 al termine dei supplementari) e accedendo per la prima volta nella sua storia ai quarti di finale della Coppa del mondo. Qui tiene testa alla Spagna, ma perde per 0-1.
Nel 2011 disputa la Coppa America, dove chiude il proprio girone al terzo posto, approdando ai quarti di finale. Si qualifica alla semifinale battendo il Brasile ai tiri di rigore dopo lo 0-0 dei tempi regolamentari, poi accede alla finale battendo il Venezuela sempre ai rigori, dopo la partita conclusa 0-0. Perde la finale contro l'Uruguay per 3-0.

### Il declino (dal 2011)
Dopo i grandi risultati ottenuti sotto la guida tecnica di Gerardo Martino, culminati con il raggiungimento dei quarti di finale al mondiale del 2010 e della finale della Copa América 2011, il Paraguay subisce una netta involuzione. Con le dimissioni di Martino dopo la Coppa America, per il girone sudamericano di qualificazione al mondiale del 2014 viene ingaggiato come CT, nell'agosto 2011, il giovane paraguaiano Francisco Arce, che aveva all'attivo solo poche stagioni alla guida del mediocre Rubio Ñu. La squadra ha un inizio altalenante e, dopo la sconfitta subita in Bolivia, nel giugno del 2012 Arce viene esonerato e sostituito dal più esperto uruguaiano Gerardo Pelusso, tecnico dell'Olimpia.
Il cambio di allenatore non sortisce alcun effetto e la Albirroja continua la sua parabola discendente. Nel giugno 2013 arriva la pesante sconfitta interna contro il Cile, che costa l'incarico a Pelusso, sostituito da Víctor Genes, tecnico della nazionale Under-20, che a sua volta non riesce a risollevare le sorti del Paraguay nelle qualificazioni. Al suo debutto, nel settembre 2013, il Paraguay ottiene una vittoria sulla Bolivia che alimenta le speranze di qualificazione, ma la successiva sconfitta interna per 2-5 con l'Argentina e il pareggio in casa del Venezuela decretano l'esclusione della Albirroja dal mondiale brasiliano. Nell'ultima partita, persa in casa con l'emergente Colombia, viene schierata una formazioni con molti giovani e il Paraguay chiude il girone all'ultimo posto, suo peggior risultato di sempre nella storia delle qualificazioni ai mondiali.
Sotto la guida dell'argentino Ramón Díaz, nominato selezionatore il 4 dicembre 2014, nella Coppa America 2015 il Paraguay supera la fase a gruppi e nei quarti elimina a sorpresa, come quattro anni prima, il Brasile, vincendo per 4-3 ai tiri di rigore. In semifinale è tuttavia travolto dall'Argentina per 6-1.
Nella Copa América Centenario, nel giugno 2016, i paraguaiani deludono venendo eliminati già al primo turno, dopo aver pareggiato contro la Costa Rica e perso contro Colombia e Stati Uniti. Dopo il fallimento Díaz rassegna le proprie dimissioni e lascia il posto al rientrante Francisco Arce, ingaggiato il 1º agosto.
Sotto la guida di Arce il Paraguay raccoglie 7 vittorie, 3 pareggi e 8 sconfitte nel girone di qualificazione al campionato del mondo 2018, non riuscendo a qualificarsi per la fase finale in Russia. A sancire l'eliminazione della nazionale è la sconfitta nell'ultimo match del girone, nell'ottobre 2017 contro il già eliminato Venezuela, quando una vittoria avrebbe consentito ai paraguaiani di qualificarsi allo spareggio interzona. Nel dicembre 2017 Arce è dunque esonerato. Gli subentra, nel settembre 2018, il messicano Juan Carlos Osorio, rimasto in carica fino alle dimissioni del febbraio 2019.
Il successore, l'argentino Eduardo Berizzo, è al timone della squadra durante la Coppa America 2019, in cui il Paraguay supera la fase a gironi risultando seconda nella graduatoria delle tre terze classificate nei tre raggruppamenti, con un bilancio di due pareggi (2-2 contro il Qatar e 1-1 contro l'Argentina) e una sconfitta (1-0) contro la Colombia). Ai quarti di finale la nazionale biancorossa ritrova, come quattro anni prima e come nel 2011, il Brasile, che aveva eliminato in ambedue le occasioni. Pur ridotta in dieci uomini nell'ultima mezz'ora di partita, la Albirroja impone il pari (0-0) ai verde-oro e li costringe ai tiri di rigore, dove, tuttavia, perde per 4-3.
Si ferma ai quarti di finale anche il cammino paraguaiano nella Coppa America 2021: la squadra di Berizzo vince all'esordio contro la Bolivia (3-1), poi perde contro l'Argentina (1-0) e batte il Cile (2-0), prima di perdere contro l'Uruguay (1-0). Ai quarti di finale pareggia contro il Perù (3-3), da cui viene eliminata ai tiri di rigore, a causa della sconfitta per 4-3.
In seguito a deludenti risultati maturati nella prima parte delle qualificazioni sudamericane al campionato del mondo 2022, Berizzo viene allontanato e sostituito, nell'ottobre 2021, da un altro argentino, Guillermo Barros Schelotto. Questi non riesce a risollevare l'Albirroja, che chiude le eliminatorie con il magro bilancio di 3 vittorie, 7 pareggi e 8 sconfitte, classificandosi terzultima nel girone e restando nuovamente fuori dalla fase finale del campionato del mondo.
Nel settembre 2023 la panchina viene affidata all'argentino Daniel Garnero, sotto la cui guida il Paraguay viene eliminato al primo turno nella Coppa America 2024 a causa di tre sconfitte contro Colombia (1-2), Brasile (1-4) e Costa Rica (1-2).

## Palmarès
- Coppa America: 2

Perù 1953, Copa América 1979

## Colori e simboli

### Evoluzione della divisa
| 1930 | 1986-1996 | 1986-1996 (trasferta) | 1996-2000 | 1996-2000 (trasferta) | 2000-2002 | 2002-2004 | 2002-2004 (trasferta) | 2005-2006 | 2005-2006 (trasferta) |

| 2007 | 2007 (trasferta) | 2008-2009 | 2008-2009 (trasferta) | 2010-2011 | 2010-2011 (trasferta) | 2011-2015 | 2011-2015 (trasferta) | 2015-oggi | 2015-oggi (trasferta) |

### Fornitori tecnici
| Periodo   | Fornitore     | Logo |
| --------- | ------------- | ---- |
| 1979-1985 | Adidas        |      |
| 1986      | Rainha        |      |
| 1987-1990 | Sportman      |      |
| 1991-1992 | Textil Paraná |      |
| 1993-1994 | Ennerre       |      |
| 1995-1998 | Reebok        |      |
| 1999-2006 | Puma          |      |
| 2007-2019 | Adidas        |      |

## Commissari tecnici
| Anni      | Nome                   |
| --------- | ---------------------- |
| 1921      | José Laguna            |
| 1922-1926 | Manuel Fleitas Solich  |
| 1942-1943 | Manuel Fleitas Solich  |
| 1945      | José Laguna            |
| 1945-1946 | Aurelio Ramón González |
| 1947-1953 | Manuel Fleitas Solich  |
| 1954      | Vessilio Bartoli       |
| 1955      | César López Fretes     |
| 1955      | Luis Magín Gómez       |
| 1956      | Julio Ramírez          |
| 1957-1959 | Aurelio Ramón González |
| 1959      | Benjamín Laterza       |
| 1960      | Eduardo López Morán    |
| 1960-1961 | Aurelio Ramón González |
| 1962      | Fulgencio Romero       |
| 1963      | Ondino Viera           |

| Dates     | Name                    |
| --------- | ----------------------- |
| 1964-1965 | Manuel Fleitas          |
| 1966      | Aurelio Ramón González  |
| 1967      | Benjamín Fernández      |
| 1967-1968 | Aurelio Ramón González  |
| 1969      | José María Rodríguez    |
| 1970      | Benjamín Laterza        |
| 1970-1972 | Aurelio Ramón González  |
| 1973      | Paulo Amaral            |
| 1973      | Washington Etchamendi   |
| 1974      | Aurelio Ramón González  |
| 1974      | José María Rodríguez    |
| 1976-1977 | Ramón Rodríguez Herrera |
| 1979      | Luis Magín Gómez        |
| 1979-1980 | Ranulfo Miranda         |
| 1980-1983 | Carlos Monín            |
| 1983      | Ramón Rodríguez Herrera |

| Dates     | Name                       |
| --------- | -------------------------- |
| 1983-1985 | Ranulfo Miranda            |
| 1985-1987 | Cayetano Ré                |
| 1987      | Juan Francisco Rivera      |
| 1987      | Silvio Parodi              |
| 1988-1989 | Eduardo Luján Manera       |
| 1990      | Óscar Valdez               |
| 1991-1992 | Carlos Kiese               |
| 1992-1993 | Sergio Markarián           |
| 1993      | Héctor Corte               |
| 1993      | Alicio Solalinde           |
| 1993      | Valdir Espinosa            |
| 1993-1994 | Alicio Solalinde           |
| 1995      | László Kubala              |
| 1996      | Gerardo González Aquino    |
| 1996-1998 | Paulo César Carpegiani     |
| 1998      | Julio Carlos Gómez Cáceres |

| Dates         | Name                       |
| ------------- | -------------------------- |
| 1998-1999     | Ever Almeida               |
| 1999-2001     | Sergio Markarián           |
| 2001          | Víctor Genes               |
| 2001-2002     | Cesare Maldini             |
| 2002-2006     | Aníbal Ruiz                |
| 2006          | Raúl Amarilla              |
| 2006-2011     | Gerardo Martino            |
| 2011-2012     | Francisco Arce             |
| 2012-2013     | Gerardo Pelusso            |
| 2013-2014     | Víctor Genes               |
| 2014-2016     | Ramón Díaz                 |
| 2016-2017     | Francisco Arce             |
| 2018          | Gustavo Morínigo           |
| 2018-2019     | Juan Carlos Osorio         |
| 2019-2021     | Eduardo Berizzo            |
| 2021-2023     | Guillermo Barros Schelotto |
| 2023-2024     | Daniel Garnero             |
| 2024-in corso | Gustavo Alfaro             |

## Partecipazioni ai tornei internazionali
Legenda: Grassetto: Risultato migliore, Corsivo: Mancate partecipazioni

## Statistiche dettagliate sui tornei internazionali

### Mondiali

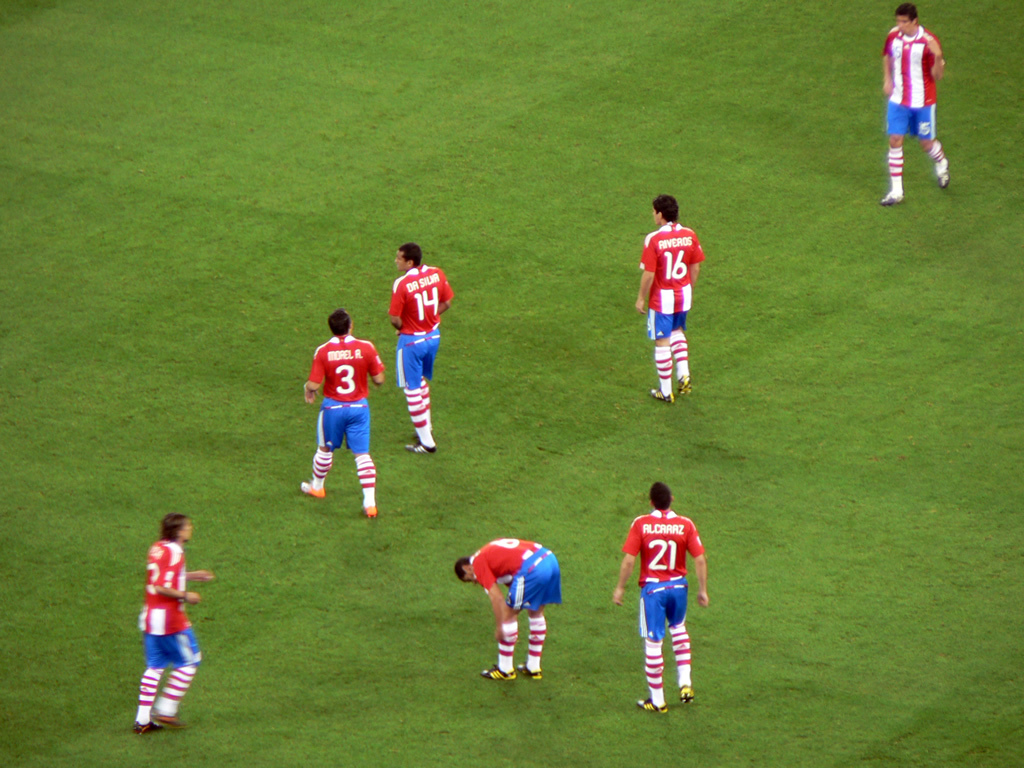
La Albirroja in campo contro l' a (1-1)

| Anno | Luogo                    | Piazzamento      | V | N | P | Gol  |
| ---- | ------------------------ | ---------------- | - | - | - | ---- |
| 1930 | Uruguay                  | Primo turno      | 1 | 0 | 1 | 1:3  |
| 1934 | Italia                   | Non partecipante | - | - | - | -    |
| 1938 | Francia                  | Non partecipante | - | - | - | -    |
| 1950 | Brasile                  | Primo turno      | 0 | 1 | 1 | 2:4  |
| 1954 | Svizzera                 | Non qualificata  | - | - | - | -    |
| 1958 | Svezia                   | Primo turno      | 1 | 1 | 1 | 9:12 |
| 1962 | Cile                     | Non qualificata  | - | - | - | -    |
| 1966 | Inghilterra              | Non qualificata  | - | - | - | -    |
| 1970 | Messico                  | Non qualificata  | - | - | - | -    |
| 1974 | Germania                 | Non qualificata  | - | - | - | -    |
| 1978 | Argentina                | Non qualificata  | - | - | - | -    |
| 1982 | Spagna                   | Non qualificata  | - | - | - | -    |
| 1986 | Messico                  | Ottavi di finale | 1 | 2 | 1 | 4:6  |
| 1990 | Italia                   | Non qualificata  | - | - | - | -    |
| 1994 | Stati Uniti              | Non qualificata  | - | - | - | -    |
| 1998 | Francia                  | Ottavi di finale | 1 | 2 | 1 | 3:2  |
| 2002 | Giappone / Corea del Sud | Ottavi di finale | 1 | 1 | 2 | 6:7  |
| 2006 | Germania                 | Primo turno      | 1 | 0 | 2 | 2:2  |
| 2010 | Sudafrica                | Quarti di finale | 1 | 3 | 1 | 3:2  |
| 2014 | Brasile                  | Non qualificata  | - | - | - | -    |
| 2018 | Russia                   | Non qualificata  | - | - | - | -    |
| 2022 | Qatar                    | Non qualificata  | - | - | - | -    |

### Copa América
| Anno    | Luogo       | Piazzamento                | V | N | P | Gol   |
| ------- | ----------- | -------------------------- | - | - | - | ----- |
| 1919    | Brasile     | Non iscritta alla CONMEBOL | - | - | - | -     |
| 1920    | Cile        | Non iscritta alla CONMEBOL | - | - | - | -     |
| 1921    | Argentina   | Quarto posto               | 1 | 0 | 2 | 2:7   |
| 1922    | Brasile     | Secondo posto              | 2 | 1 | 2 | 5:6   |
| 1923    | Uruguay     | Terzo posto                | 1 | 0 | 2 | 4:6   |
| 1924    | Uruguay     | Terzo posto                | 1 | 1 | 1 | 4:4   |
| 1925    | Argentina   | Terzo posto                | 0 | 0 | 4 | 4:13  |
| 1926    | Cile        | Quarto posto               | 1 | 0 | 3 | 8:20  |
| 1927    | Perù        | Rinuncia                   | - | - | - | -     |
| 1929    | Argentina   | Secondo posto              | 2 | 0 | 1 | 9:4   |
| 1935    | Perù        | Rinuncia                   | - | - | - | -     |
| 1937    | Argentina   | Quarto posto               | 2 | 0 | 3 | 8:16  |
| 1939    | Perù        | Terzo posto                | 2 | 0 | 2 | 9:8   |
| 1941    | Cile        | Rinuncia                   | - | - | - | -     |
| 1942    | Uruguay     | Quarto posto               | 2 | 2 | 2 | 11:10 |
| 1945    | Cile        | Rinuncia                   | - | - | - | -     |
| 1946    | Argentina   | Terzo posto                | 2 | 1 | 2 | 8:8   |
| 1947    | Ecuador     | Secondo posto              | 5 | 1 | 1 | 16:11 |
| 1949    | Brasile     | Secondo posto              | 6 | 0 | 2 | 21:13 |
| 1953    | Perù        | Campione                   | 4 | 2 | 1 | 11:6  |
| 1955    | Cile        | Quinto posto               | 1 | 1 | 3 | 7:14  |
| 1956    | Uruguay     | Quinto posto               | 0 | 2 | 3 | 3:8   |
| 1957    | Perù        | Rinuncia                   | - | - | - | -     |
| 1959 I  | Argentina   | Terzo posto                | 3 | 0 | 3 | 12:12 |
| 1959 II | Ecuador     | Quinto posto               | 0 | 1 | 3 | 6:11  |
| 1963    | Bolivia     | Secondo posto              | 4 | 1 | 1 | 13:7  |
| 1967    | Uruguay     | Quarto posto               | 2 | 0 | 3 | 9:13  |
| 1975    | Itinerante  | Primo turno                | 1 | 1 | 2 | 5:5   |
| 1979    | Itinerante  | Campione                   | 4 | 4 | 1 | 13:7  |
| 1983    | Itinerante  | Terzo posto                | 0 | 2 | 0 | 1:1   |
| 1987    | Argentina   | Primo turno                | 0 | 1 | 1 | 0:3   |
| 1989    | Brasile     | Quarto posto               | 3 | 1 | 3 | 9:9   |
| 1991    | Cile        | Primo turno                | 2 | 0 | 2 | 7:8   |
| 1993    | Ecuador     | Primo turno                | 1 | 1 | 1 | 2:4   |
| 1995    | Uruguay     | Quarti di finale           | 2 | 0 | 2 | 6:5   |
| 1997    | Bolivia     | Primo turno                | 1 | 1 | 1 | 2:3   |
| 1999    | Paraguay    | Quarti di finale           | 2 | 1 | 1 | 6:1   |
| 2001    | Colombia    | Primo turno                | 0 | 2 | 1 | 4:6   |
| 2004    | Perù        | Quarti di finale           | 2 | 1 | 1 | 5:5   |
| 2007    | Venezuela   | Quarti di finale           | 2 | 0 | 2 | 8:8   |
| 2011    | Argentina   | Secondo posto              | 0 | 5 | 1 | 5:8   |
| 2015    | Cile        | Quarto posto               | 1 | 3 | 2 | 6:12  |
| 2016    | Stati Uniti | Primo turno                | 0 | 1 | 2 | 1:3   |
| 2019    | Brasile     | Quarti di finale           | 0 | 3 | 1 | 3:4   |
| 2021    | Brasile     | Quarti di finale           | 2 | 1 | 2 | 8:6   |
| 2024    | Stati Uniti | Primo turno                | 0 | 0 | 3 | 3:8   |

### Giochi olimpici
| Anno | Luogo     | Piazzamento      | V | N | P | Gol |
| ---- | --------- | ---------------- | - | - | - | --- |
| 1920 | Anversa   | Non partecipante | - | - | - | -   |
| 1924 | Parigi    | Non partecipante | - | - | - | -   |
| 1928 | Amsterdam | Non partecipante | - | - | - | -   |
| 1936 | Berlino   | Non partecipante | - | - | - | -   |
| 1948 | Londra    | Non partecipante | - | - | - | -   |

- Nota bene: per le informazioni sui risultati ai Giochi olimpici nelle edizioni successive al 1948 visionare la pagina della nazionale olimpica.

### Confederations Cup
| Anno | Luogo                    | Piazzamento     | V | N | P | Gol |
| ---- | ------------------------ | --------------- | - | - | - | --- |
| 1992 | Arabia Saudita           | Non invitata    | - | - | - | -   |
| 1995 | Arabia Saudita           | Non invitata    | - | - | - | -   |
| 1997 | Arabia Saudita           | Non qualificata | - | - | - | -   |
| 1999 | Messico                  | Non qualificata | - | - | - | -   |
| 2001 | Corea del Sud / Giappone | Non qualificata | - | - | - | -   |
| 2003 | Francia                  | Non qualificata | - | - | - | -   |
| 2005 | Germania                 | Non qualificata | - | - | - | -   |
| 2009 | Sudafrica                | Non qualificata | - | - | - | -   |
| 2013 | Brasile                  | Non qualificata | - | - | - | -   |
| 2017 | Russia                   | Non qualificata | - | - | - | -   |

## Rosa attuale
Lista dei giocatori convocati per le gare di qualificazione al campionato mondiale di calcio 2026 del 14 e 19 novembre 2024.
Presenze e reti aggiornate al termine della seconda gara.
|  | P | Roberto Junior Fernández | 29 marzo 1988    | 23 | -24 | Botafogo             |  |  |
|  | P | Carlos Coronel           | 29 dicembre 1996 | 9  | -6  | N.Y. Red Bulls       |  |  |
|  | P | Juan Espinola            | 2 novembre 1994  | 1  | -1  | Belgrano             |  |  |
|  |   |                          |                  |    |     |                      |  |  |
|  | D | Gustavo Gómez            | 6 maggio 1993    | 79 | 4   | Palmeiras (Capitano) |  |  |
|  | D | Júnior Alonso            | 9 febbraio 1993  | 59 | 2   | Atlético Mineiro     |  |  |
|  | D | Fabián Balbuena          | 23 agosto 1991   | 45 | 2   | Dinamo Mosca         |  |  |
|  | D | Santiago Arzamendia      | 5 maggio 1998    | 24 | 0   | Estudiantes (LP)     |  |  |
|  | D | Gustavo Velázquez        | 17 aprile 1991   | 8  | 1   | Newell's Old Boys    |  |  |
|  | D | Juan José Cáceres        | 1º giugno 2000   | 7  | 0   | Lanús                |  |  |
|  | D | Saúl Salcedo             | 29 agosto 1997   | 6  | 1   | Newell's Old Boys    |  |  |
|  | D | Agustín Sández           | 16 gennaio 2001  | 2  | 0   | Rosario Central      |  |  |
|  | D | César Olmedo             | 28 febbraio 2003 | 0  | 0   | Olimpia              |  |  |
|  |   |                          |                  |    |     |                      |  |  |
|  | C | Miguel Almirón           | 10 febbraio 1994 | 64 | 8   | Newcastle Utd        |  |  |
|  | C | Mathías Villasanti       | 24 gennaio 1997  | 47 | 0   | Grêmio               |  |  |
|  | C | Kaku                     | 11 gennaio 1995  | 26 | 5   | Al-Ain               |  |  |
|  | C | Ramón Sosa               | 31 agosto 1999   | 20 | 1   | Nottingham Forest    |  |  |
|  | C | Diego Gómez              | 27 marzo 2003    | 12 | 1   | Inter Miami          |  |  |
|  | C | Damián Bobadilla         | 11 luglio 2001   | 10 | 0   | San Paolo            |  |  |
|  | C | Matías Galarza           | 11 febbraio 2002 | 5  | 0   | Talleres (C)         |  |  |
|  |   |                          |                  |    |     |                      |  |  |
|  | A | Ángel Rodrigo Romero     | 4 luglio 1992    | 45 | 8   | Corinthians          |  |  |
|  | A | Antonio Sanabria         | 4 marzo 1996     | 35 | 6   | Torino               |  |  |
|  | A | Julio Enciso             | 23 gennaio 2004  | 23 | 2   | Brighton             |  |  |
|  | A | Alex Arce                | 16 giugno 1995   | 9  | 0   | LDU Quito            |  |  |
|  | A | Isidro Pitta             | 14 agosto 1999   | 5  | 0   | Cuiabá               |  |  |
|  | A | Alfio Oviedo             | 18 dicembre 1995 | 2  | 0   | Bolívar              |  |  |

## Record individuali
In grassetto i giocatori ancora attivi in nazionale.
- Dati aggiornati all'11 giugno 2025.

### Record presenze
| Pos. | Giocatore        | Presenze | Reti | Periodo   |
| ---- | ---------------- | -------- | ---- | --------- |
| 1    | Paulo Da Silva   | 150      | 3    | 2000-2017 |
| 2    | Justo Villar     | 120      | 0    | 1999-2018 |
| 3    | Roque Santa Cruz | 112      | 32   | 1999-2016 |
| 4    | Carlos Gamarra   | 110      | 12   | 1993-2006 |
| 5    | Denis Caniza     | 100      | 1    | 1996-2010 |
| 5    | Roberto Acuña    | 100      | 5    | 1993-2011 |
| 7    | Cristian Riveros | 99       | 16   | 2005-2018 |
| 8    | Celso Ayala      | 85       | 6    | 1993-2003 |
| 9    | José Cardozo     | 82       | 25   | 1991-2006 |
| 10   | Gustavo Gómez    | 81       | 1    | 2013-     |

### Record reti
| Pos. | Giocatore           | Reti | Presenze | Periodo   |
| ---- | ------------------- | ---- | -------- | --------- |
| 1    | Roque Santa Cruz    | 32   | 112      | 1999-2016 |
| 2    | José Cardozo        | 25   | 82       | 1991-2006 |
| 3    | Cristian Riveros    | 16   | 99       | 2005-2018 |
| 4    | Saturnino Arrùa     | 13   | 26       | 1969-1980 |
| 4    | Julio Cesar Romero  | 13   | 32       | 1979-1986 |
| 4    | Nelson Haedo Valdez | 13   | 77       | 2004-2017 |
| 7    | Óscar Cardozo       | 12   | 57       | 2006-2023 |
| 7    | Carlos Gamarra      | 12   | 110      | 1993-2006 |
| 7    | Gerardo Rivas       | 12   | 32       | 1921-1926 |

## Tutte le rose

### Mondiali
Coppa del Mondo FIFA 1930P P. Benítez, P Denis, D Chamorro, D Flores, D Miracca, D Olmedo, C Aguirre, C S. Benítez, C Díaz, C Etcheverry, C Florentín, C Garcete, A Benítez Cáceres, A Carreras, A Domínguez, A González, A Nessi, A Ortega, A Rivera, A Romero, A Vargas Peña, A Villalba, CT: Laguna
Coppa del Mondo FIFA 1950P Centurión, P Vargas, D Cabrera, D Céspedes, D Gavilán, D Al. González, D Paredes, C Báez, C Cantero, C Leguizamón, C Ar. González, A E. Ávalos, A M. Ávalos, A Berni, A Calonga, A Cañete, A A. López, A C. López, A Osorio, A Saguier, A Sosa, A Unzain, CT: Fleitas Solich
Coppa del Mondo FIFA 19581 Mayeregger, 2 Arévalo, 3 J.V. Lezcano, 4 Achucarro, 5 Villalba, 6 Echagüe, 7 Agüero, 8 Parodi, 9 Romero, 10 Aguilera, 11 Amarilla, 12 Aguilar, 13 Gini, 14 Segovia, 15 Santos Silva, 16 C. Lezcano, 17 Miranda, 18 Penayo, 19 Eliseo Insfrán, 20 Aveiro, 21 Ré, 22 Eligio Insfrán, CT: González
Coppa del Mondo FIFA 19861 Fernández, 2 Torales, 3 Zabala, 4 Schettina, 5 Delgado, 6 Nunes, 7 Ferreira, 8 Romerito, 9 Cabañas, 10 Cañete, 11 Mendoza, 12 Battaglia, 13 Cáceres, 14 Caballero, 15 Cabral, 16 Guasch, 17 Alcaraz, 18 Isasi, 19 Chilavert, 20 Hicks, 21 Alonso, 22 Coronel, CT: Ré
Coppa del Mondo FIFA 19981 Chilavert, 2 Arce, 3 Rivarola, 4 Gamarra, 5 Ayala, 6 Aguilera, 7 Yegros, 8 A. Rojas, 9 Cardozo, 10 Acuña, 11 Sarabia, 12 Aceval, 13 Paredes, 14 R. Rojas, 15 Benítez, 16 Enciso, 17 Brizuela, 18 Ramírez, 19 Morales, 20 Caniza, 21 Campos, 22 Ruiz Díaz, CT: Carpegiani
Coppa del Mondo FIFA 20021 Chilavert, 2 Arce, 3 Sarabia, 4 Gamarra, 5 Ayala, 6 Struway, 7 Báez, 8 Alvarenga, 9 Santa Cruz, 10 Acuña, 11 Campos, 12 Villar, 13 Paredes, 14 Gavilán, 15 Bonet, 16 Morínigo, 17 Franco, 18 Cáceres, 19 Sanabria, 20 Cardozo, 21 Caniza, 22 Tavarelli, 23 Cuevas, CT: Maldini
Coppa del Mondo FIFA 20061 Villar, 2 Núñez, 3 Toledo, 4 Gamarra, 5 Cáceres, 6 Bonet, 7 Cabañas, 8 Barreto, 9 Santa Cruz, 10 Acuña, 11 Gavilán, 12 Gómez, 13 Paredes, 14 da Silva, 15 Manzur, 16 Riveros, 17 Montiel, 18 Valdez, 19 dos Santos, 20 López, 21 Caniza, 22 Bobadilla, 23 Cuevas, CT: Ruiz
Coppa del Mondo FIFA 20101 Villar, 2 Verón, 3 Morel, 4 Caniza, 5 J.C. Cáceres, 6 Bonet, 7 Cardozo, 8 E. Barreto, 9 Santa Cruz, 10 Benítez, 11 Santana, 12 D. Barreto, 13 Vera, 14 da Silva, 15 V. Cáceres, 16 Riveros, 17 Torres, 18 Valdez, 19 Barrios, 20 Ortigoza, 21 Alcaraz, 22 Bobadilla, 23 Gamarra, CT: Martino

### Campeonato Sudamericano de Football/Copa América
Campeonato Sudamericano 1929P Brunetti, D Benítez Casco, D Flores, D Olmedo, C Aguirre, C Díaz, C Santacruz, C Viccini, A Benítez Cáceres, A Domínguez, A Etcheverry, A Fretes, A González, A Nessi, A Sosa Lagos, A Urbieta Sosa, CT: Laguna
Campeonato Sudamericano 1953P Noceda, P Riquelme, D Cabrera, D Herrera, D Maciel, D Martínez, D Molinas, D Olmedo, C Arce, C Gavilán, C Hermosilla, C Leguizamón, A Ayala, A Berni, A Fernández, A Gómez, A González, A Lacasa, A León, A López, A Parodi, A Romero, CT: Fleitas Solich
Campeonato Sudamericano 1963P González, D Amarilla, D Breglia, D Bobadilla, C Calonga, C A. Insfrán, C Lezcano, C Martínez, C Osorio, C Tabarelli, A Arámbulo, A Ayala, A Cabrera, A E. Insfrán, A Quiñónez, A Valdez, A Villamayor, A Zárate, CT: Viera
Campeonato Sudamericano 1967P Judis, P Núñez, C Villanueva, D Bobadilla, D R. Colmán, D R. González, D Miranda, D Patiño, D S. Rojas, C M. Colmán, C Insfrán, C J. Rojas, A Apocada, A Del Puerto, A Delgadillo, A Garay, A A. González, A Martínez, A Mora, A Riveros, A Valdez, CT: Benítez
Copa América 1975P Almeida, P De la Cruz, D Espínola, D Escobar, D Florentín, D Insfrán, D Riveros, D Solalinde, D A. Sosa, D F. Sosa, C G. Benítez, C Kiese, C Talavera, C Torres, A Báez, A Fleitas, A Maldonado, A Paniagua, A Rivera, A Rolón, CT: B. Benítez
Copa América 1979P Báez, P Fernández, D Arce, D Cibils, D Espínola, D Ovelar, D Paredes, D Solalinde, D Sosa, D Torales, D J. Villalba, D Colmán, C Florentín, C Kiese, C Osorio, C Pesoa, C Romerito, C Talavera, C Torres, C Vera, A Acosta, A Aquino, A Cabañas, A Escobar, A Fleitas, A Isasi, A Meza, A E. Morel, A M. Morel, A Pérez, A Sandoval, A E. Villalba, CT: Miranda
Copa América 1983P Fernández, D Delgado, D Figueredo, D Miño, D Surián, D Torales, C Benítez, C Florentín, C Garay, C Hicks, C Jacquet, C Olmedo, C Romerito, A Cabañas, A Mendoza, A Morel, CT: Rodríguez
Copa América 19871 Fernández, 2 Torales, 3 Delgado, 4 Jacquet, 5 Zabala, 6 Guasch, 7 Romerito, 8 Benítez, 9 Cabañas, 10 Cañete, 11 Hicks, 12 Navarro, 13 Cáceres, 14 Rodríguez, 15 Blanco, 16 Palacios, 17 Ferreira, 18 Torres, 19 González, 20 Nunes, 21 Bobadilla, 22 Colarte, CT: Parodi
Copa América 19891 Ruiz Díaz, 2 Chamorro, 3 Cáceres, 4 Cañete, 5 Rivarola, 6 Delgado, 7 Caballero, 8 Ferreira, 9 Franco, 10 Guasch, 11 Jacquet, 12 Fernández, 13 Neffa, 14 Palacios, 15 Mendoza, 16 Brítez Román, 17 Escobar, 18 Sanabria, 19 Torales, 20 Zabala, 21 Espínola, 22 Guirland, 23 Torres, CT: Manera
Copa América 19911 Chilavert, 2 Barrios, 3 Cristaldo, 4 Suárez, 5 Rivarola, 6 V. Sanabria, 7 Neffa, 8 Guirland, 9 Cardozo, 10 Monzón, 11 González, 12 Ruiz Díaz, 13 Martínez, 14 Jacquet, 15 Struway, 16 M. Sanabria, 17 Genes, 18 Romero, 19 Alvarenga, 20 Zabala, 21 Yegros, 22 Peralta, CT: Kiese
Copa América 19931 Chilavert, 2 Barrios, 3 Ramírez, 4 Ayala, 5 Suárez, 6 Gamarra, 7 Struway, 8 Sotelo, 9 Monzón, 10 Cabañas, 11 Torres, 12 Gómez, 13 Duarte, 14 Jara, 15 Villamayor, 16 V. Sanabria, 17 Acuña, 18 Nunes, 19 González, 20 Ferreira, 21 Garay, 22 Guerrero, CT: Solalinde
Copa América 19951 Ruiz Díaz, 2 Suárez, 3 Jara, 4 Villamayor, 5 Gamarra, 6 Ayala, 7 Báez, 8 Struway, 9 Cardozo, 10 Acuña, 11 Campos, 12 Battaglia, 13 Peralta, 14 Ortiz, 15 Enciso, 16 Arce, 17 Sotelo, 18 Denis, 19 Esteche, 20 Samaniego, 21 Sarabia, 22 Aceval, CT: Kubala
Copa América 19971 Chilavert, 2 Arce, 3 Ayala, 4 Espínola, 5 Gamarra, 6 Struway, 7 Ovelar, 8 Brizuela, 9 Cardozo, 10 Acuña, 11 Jara, 12 Sotelo, 13 Alcaraz, 14 R. Rojas, 15 Sarabia, 16 Villamayor, 17 Bourdier, 18 A. Rojas, 19 Gómez, 20 Soto, 21 Esteche, 22 Ruiz Díaz, CT: Carpegiani
Copa América 19991 Tavarelli, 2 Arce, 3 Ayala, 4 Gamarra, 5 Toledo, 6 Enciso, 7 Gavilán, 8 Acuña, 9 Benítez, 10 Alvarenga, 11 Santa Cruz, 12 Villar, 13 Estigarribia, 14 Cuevas, 15 Caballero, 16 González, 17 Paredes, 18 Ovelar, 19 Suárez, 20 Cáceres, 21 Caniza, 22 Aceval, CT: Almeida
Copa América 20011 Tavarelli, 2 Isasi, 3 J. Cáceres, 4 Amarilla, 5 Sanabria, 6 Struway, 7 Robles, 8 Morínigo, 9 M. Cáceres, 10 Alvarenga, 11 Ferreira, 12 Villar, 13 Núñez, 14 Escobar, 15 Verón, 16 Enciso, 17 Garay, 18 Benítez, 19 Martínez, 20 González, 21 Caniza, 22 Masi, CT: Markarián
Copa América 20041 Villar, 2 Martínez, 3 Manzur, 4 Gamarra, 5 Devaca, 6 Brítez, 7 López, 8 E. Barreto, 9 Bareiro, 10 Figueredo, 11 J. González, 12 D. Barreto, 13 Paredes, 14 Cristaldo, 15 Benítez, 16 Villalba, 17 Esquivel, 18 D. González, 19 Valdez, 20 dos Santos, 21 Torres, 22 Escobar, CT: Jara Saguier
Copa América 20071 Villar, 2 Verón, 3 Morel Rodríguez, 4 Manzur, 5 Cáceres, 6 Bonet, 7 Cabañas, 8 Barreto, 9 Santa Cruz, 10 dos Santos, 11 Torres, 12 Zayas, 13 Salcedo, 14 da Silva, 15 González, 16 Riveros, 17 López, 18 Cardozo, 19 Santana, 20 Vera, 21 Cuevas, 22 Bobadilla, CT: Martino
Copa América 20111 Villar, 2 Verón, 3 Piris, 4 Marecos, 5 Alcaraz, 6 M. Cáceres, 7 Zeballos, 8 E. Barreto, 9 Santa Cruz, 10 Martínez, 11 Santana, 12 D. Barreto, 13 Vera, 14 da Silva, 15 V. Cáceres, 16 Riveros, 17 Torres, 18 Valdez, 19 Barrios, 20 Ortigoza, 21 Estigarribia, 22 Fernández, 23 Pérez, CT: Martino
Copa América 20151 Villar, 2 Piris, 3 M. Cáceres, 4 P. Aguilar, 5 B. Valdez, 6 Samudio, 7 Bobadilla, 8 Barrios, 9 Santa Cruz, 10 González, 11 Benítez, 12 Silva, 13 Ortiz, 14 da Silva, 15 V. Cáceres, 16 Molinas, 17 Martínez, 18 N. Valdez, 19 Balbuena, 20 Ortigoza, 21 Romero, 22 Aranda, 23 A. Aguilar, CT: Díaz
Copa América Centenario1 Villar, 2 Balbuena, 3 Gómez, 4 I. Piris, 5 B. Valdez, 6 Samudio, 7 J. Benítez, 8 Rojas, 9 Sanabria, 10 González, 11 É. Benítez, 12 Silva, 13 Riveros, 14 da Silva, 15 Iturbe, 16 Ortiz, 17 Almirón, 18 N. Valdez, 19 Lezcano, 20 Ayala, 21 Romero, 22 Barreto, 23 R. Piris, CT: Díaz
Copa América 20191 Silva, 2 Piris, 3 Escobar, 4 Balbuena, 5 Valdez, 6 Sánchez, 7 Cardozo, 8 R. Rojas, 9 Santander, 10 González, 11 Iturbe, 12 Fernández, 13 Alonso, 14 Torres, 15 Gómez, 16 Ortiz, 17 Pérez, 18 Arzamendia, 19 Domínguez, 20 M. Rojas, 21 Romero, 22 Aguilar, 23 Almirón, CT: Berizzo
Copa América 20211 Silva, 2 Rojas, 3 Alderete, 4 Balbuena, 5 Giménez, 6 Alonso, 7 González, 8 Sánchez, 9 Ávalos, 10 Almirón, 11 Á. Romero, 12 Aguilar, 13 Espínola, 14 Cubas, 15 Gómez, 16 Cardozo, 17 Kaku, 18 Samudio, 19 Arzamendia, 20 Bareiro, 21 Ó. Romero, 22 Ortiz, 23 Villasanti, 24 Martínez, 25 Ojeda, 26 Piris, 27 Morel, 28 Enciso, CT: Berizzo
Copa América 20241 Coronel, 2 Ramírez, 3 Alderete, 4 Espinoza, 5 Balbuena, 6 Alonso, 7 González, 8 Bobadilla, 9 Bareiro, 10 Almirón, 11 Á. Romero, 12 Aguilar, 13 Giménez, 14 Cubas, 15 Gómez, 16 Rojas, 17 Kaku, 18 Arce, 19 Enciso, 20 R. Sánchez, 21 Peralta, 22 Morínigo, 23 Villasanti, 24 Sosa, 25 Velázquez, 26 Caballero, CT: Garnero

### Giochi olimpici
NOTA: per le informazioni sulle rose successive al 1948 visionare la pagina della Nazionale olimpica.